# Johannes Leo von Mergel
 (juin 2021).
Si vous disposez d'ouvrages ou d'articles de référence ou si vous connaissez des sites web de qualité traitant du thème abordé ici, merci de compléter l'article en donnant les références utiles à sa vérifiabilité et en les liant à la section « Notes et références ».
Johannes Leo von Mergel (né le 9 décembre 1847 à Rohrbach, mort le 20 juin 1932 à Eichstätt) est abbé de Metten de 1898 à 1905 puis évêque d'Eichstätt de 1905 à sa mort.

## Biographie
Johannes Mergel est le fils d'un petit agriculteur dans le village de Rohrbach, qui appartient aujourd'hui à Rennertshofen. Bien qu'il ait neuf frères et sœurs et que le père puisse à peine subvenir aux besoins de la famille nombreuse, en raison de son talent, il est envoyé à l'école latine d'Eichstätt, où il obtient la maturité en 1868, puis étudie la philosophie et la théologie jusqu'en 1873. Après son ordination le 29 mars 1873, il sert brièvement comme aumônier à Gnadenberg. Ensuite, l'évêque Franz Leopold von Leonrod envoie le nouveau prêtre talentueux à Rome pour poursuivre ses études, où il vit à l'Anima et est aumônier de l'église Santa Maria dell'Anima. Il obtient son doctorat en droit canon à l'université pontificale de la Sainte-Croix en 1875.
Après son retour à Eichstätt, Mergel est nommé directeur du petit séminaire. Pour des raisons de santé, il doit cependant abandonner cette fonction et devient en 1876 chapelain puis bénéficiaire et professeur de religion à Ingolstadt. Son frère Joseph Mergel, de quatre ans son aîné, y décède comme bénéficiaire le 13 janvier 1884.
En 1882, il démissionne du service du diocèse et entre à l'abbaye bénédictine de Metten, où il prend le nom en religion Leo et à partir de 1884, il est préfet et peu de temps après directeur du séminaire mineur. En même temps, il est professeur de religion, d'italien et d'espagnol à l'école du monastère. Il enseigne la théologie dogmatique et le droit canon. Le 25 juin 1898, l'abbaye de Metten l'élit abbé, il est ordonné le 28 juillet 1898. Il entreprend la rénovation de l'abbaye.
Après la mort de l'évêque von Leonrod, le prince-régent Luitpold de Bavière le nomme comme son successeur le 28 octobre 1905. Après la nomination papale, Mergel reçoit l'ordination épiscopale le 27 décembre 1905 dans la cathédrale d'Eichstätt des mains du nonce apostolique en Bavière, l'archevêque Carlo Caputo (de). Les consécrateurs sont l'évêque de Wurtzbourg, Ferdinand von Schlör, et Anton von Henle, évêque de Ratisbonne. Après le fondateur de l'évêché Willibald, Mergel est le deuxième bénédictin à devenir évêque d'Eichstätt. En 1906, Mergel reçoit la noblesse bavaroise.
La préoccupation première du nouvel évêque est son séminaire et son lycée pour la formation de la prochaine génération de prêtres, en moyenne environ 70 élèves du diocèse d'Eichstätt et une dizaine d'élèves d'autres diocèses ou d'ordres par année académique à l'exception des années de la Première Guerre mondiale. En 1906, il acquiert un terrain pour les bâtiments agricoles de son séminaire. En 1906, il a sa propre chaire pour le Nouveau Testament dans les affaires académiques de l'université et en 1909, il a des subventions de l'État pour les salaires des professeurs. Il prescrit à ses propres élèves non seulement d'assister aux disciplines philosophiques et théologiques, mais aussi d'assister à des conférences en sciences naturelles et en histoire du monde et de l'art, et il prescrit que des examens doivent également être passés dans ces domaines. En 1920, il fait moderniser l'amphithéâtre de physique. Le 26 février 1924, il ordonne que l'école soit nommé « Collège épiscopal philosophique et théologique » sur la base de la nouvelle pratique de l'État. De 1929 à 1930, il fait construire par l'architecte munichois Friedrich Ferdinand Haindl (de) une extension du séminaire ; son souci premier est de promouvoir la « santé des résidents » et aussi leur éducation musicale à travers plus d'espace. Cependant, en 1908, il exclut des séminaristes en raison d'idées libérales.
En tant que religieux, Mergel se soucie des abbayes du diocèse. En 1920, les sœurs du Très Saint Sauveur s'installent une abbaye (de) à Neumarkt in der Oberpfalz. En 1920, les sœurs de la Mère des Douleurs installent un noviciat à Abenberg. En 1931, les cisterciennes s'installent à l'abbaye de Seligenporten. Au total, 35 nouvelles implantations monastiques voient le jour dans le diocèse au cours de l'épiscopat de Johannes Leo von Mergel.
Dans la structure paroissiale, en particulier dans le sud de la ville en expansion de Nuremberg, la création de nouveaux bureaux de pastorale et de paroisses est nécessaire. 28 nouvelles églises sont construites. En 1910, un nouveau livre de prières et d'hymnes diocésains est publié pour promouvoir la vie religieuse. Il travaille à l'amélioration du catéchisme jusqu'à l'apparition du catéchisme standard allemand en 1925. En 1925, il convertit le château de Hirschberg en un lieu de retraite spirituelle. En avril 1927, il tient un synode diocésain pour son clergé, le premier depuis 1548, au cours duquel il annonce de nouvelles orientations pour la pastorale.
Léon von Mergel est fidèle aux idéaux monastiques toute sa vie, il vit de façon ascétique et retirée. Il écrit d'innombrables lettres. À l'occasion de son 25e anniversaire comme évêque, il exprime le souhait de s'abstenir de lui faire des cadeaux personnels et de soutenir plutôt son séminaire diocésain, comme il aurait aimé voir qu'il n'y eût pas de célébration à l'occasion ; mais il cède, de sorte que le 23 mai 1930, une fête simple a lieu dans le séminaire. Deux ans plus tard, il meurt des suites d'une courte maladie et est enterré à la cathédrale d'Eichstätt ; un relief en pierre du Jura avec son portrait dans une chapelle latérale, créé par Theodor Georgii (de), le commémore. Il lègue sa bibliothèque à son séminaire.